# Ronald Merriott
Ronald Merriott, né le 24 mai 1960 à Rockford (Illinois), est un plongeur américain. 

## Carrière
Ronald Merriott participe aux Jeux olympiques de 1984 à Los Angeles et remporte la médaille de bronze au tremplin 3 mètres.